# Oncholaimus notolangrunensis
Oncholaimus notolangrunensis är en rundmaskart som beskrevs av Allgen 1959. Oncholaimus notolangrunensis ingår i släktet Oncholaimus och familjen Oncholaimidae. Inga underarter finns listade i Catalogue of Life.